# Zag (artiste)
 (septembre 2023).
 (juillet 2023).
Si vous disposez d'ouvrages ou d'articles de référence ou si vous connaissez des sites web de qualité traitant du thème abordé ici, merci de compléter l'article en donnant les références utiles à sa vérifiabilité et en les liant à la section « Notes et références ».
Pour les articles homonymes, voir Zag (homonymie).
Zag, pseudonyme de Georges Zannol, est un artiste urbain né le 4 juillet 1971 à Lille. Il effectue une année aux Beaux-Arts de Metz. Il part au Canada dans les années 1990 et rentre en France en 2002[réf. nécessaire].
Depuis 2004, il reside à Morlaix. 
Il est à l'origine du Morlaix Art Tour (MAT), le festival graffiti et street art en Bretagne.

## Biographie
Après être passé successivement par la banlieue de Metz à Argancy où il passe son enfance, Metz, Nancy, Thionville. Il réalise de nombreuses fresques aussi bien dans des communes de la banlieue de Metz que dans des boutiques et bars de la ville. Il s'installe à Morlaix en 2004.[réf. nécessaire]

### Street-art
Issu du street art, ou art urbain, ZAG réalise des œuvres souvent éphémères avec pour toile de fond la rue elle-même, afin qu’elles soient exposées au grand public. Pour cet artiste, le mouvement contemporain du street art est né de la volonté d’expression d’une génération pour qui laisser sa marque et se rendre visible au plus grand nombre, souvent en s’affranchissant des lois et règles communes, c’est exister et, paradoxalement, c’est faire société.
ZAG s’est spécialisé dans les grandes réalisations en trompe-l’œil principalement sur des escaliers. Afin de rendre encore plus intéressante l’expérience visuelle de ses peintures, il a agrémenté son art d’une technique de déformation dans l’espace, l’anamorphose, qui forme la signature visuelle propre à ses œuvres. C’est avant tout à travers l’aspect ludique que l’on retrouve dans l’anamorphose, la 3D ou le Trick Art, que ZAG perfectionne sa technique aux grès de ses œuvres et des différents supports qu’il rencontre. Il se fait connaître en réalisant notamment des vitrines de Noël ou la réalisation de visuels pour le repérage des patients dans l'hôpital de Perharidy à Roscoff. Entre 2013, il s'est mis à peindre dans le métro, la nuit. Puis il en a eu assez de jouer au chat et à la souris avec la RATP. Il utilise alors les escaliers comme support de ses œuvres (contremarches). Puis à Morlaix, sur l'escalier de la Manufacture des tabacs de Morlaix, il réalise la première mouture de la Morlaisienne. C'est à ce moment qu'il trouve son nom d'artiste : ZAG. La Morlaisienne se trouve parmi les plus beaux escaliers du monde en 2014.

## Œuvres
- 2015 : Malta Street Art festival[6].

- 2017 : Exposition Coluche à l’Hôtel de Ville de Paris[7]

- 2017 : collaboration avec Sia, « l'attrape-cœur » dans le XVIIIe arrondissement de Paris.

- 2018 : DéDaLe à Vannes
- 2018 : participation à Constellations de Metz
- 2018 : participation au « musée à ciel ouvert » de la Quinta Do Mocho au Portugal

- 2019 : performance au musée de l’Homme « J’ai le droit d’avoir des droits[8] »
- 2019 : Carte blanche à Zag, Sia et Éric Robert, conférence autour de l’exposition au musée de l’Homme[9] « J’ai le droit d’avoir des droits[10] »

- 2019 : chambre 127 de l’hôtel 128 à Street Art City (Lurcy-Lévis)
- 2019 : représentation de la France au Festival d’art urbain de Kadiköy à Istanbul
- 2019:  représentation  de la france au festival du film francophone de Stuttgart en Allemagne.

- 2020 : performance lors du World Peace Day organisé par l’ONU sur le mur de Berlin (East Side Gallery)

- 2020 : escaliers dans les coursives du Parc des Princes

- 2021 : Transition Espace éphémère à Abbeville

## FestivalMorlaix Art Tour
ZAG est à l'initiative et co-organisateur du MX29 Graffiti Tour de Morlaix, créé en 2019, qui s'appelle désormais le M.A.T. (Mx Arts Tour). Festival à ciel ouvert donnant la possibilité à de nombreux artistes reconnus en France et au niveau international de s'exprimer librement sur les murs de Morlaix et de toutes les communes de l’agglomération.